# Saint-Jules
Saint-Jules est une municipalité de paroisse du Québec située dans la MRC de Beauce-Centre dans la Chaudière-Appalaches.

## Toponymie
Elle est nommée en l'honneur du pape Jules Ier.

## Histoire

### Chronologie
- 28 mai 1919 : Érection de la paroisse de Saint-Jules.

## Géographie
Le Bras Saint-Victor délimite le sud-est de la municipalité.

## Démographie
| 1921 | 1931 | 1941 | 1951 | 1956 | 1961 | 1966 | 1971 | 1976 |
| ---- | ---- | ---- | ---- | ---- | ---- | ---- | ---- | ---- |
| 591  | 619  | 785  | 797  | 870  | 811  | 812  | 768  | 651  |

| 1981 | 1986 | 1991 | 1996 | 2001 | 2006 | 2011 | 2016 | 2021 |
| ---- | ---- | ---- | ---- | ---- | ---- | ---- | ---- | ---- |
| 613  | 572  | 558  | 537  | 535  | 534  | 573  | 539  | 547  |

## Administration
Les élections municipales se font en bloc pour le maire et les six conseillers.
| Saint-Jules Maires depuis 2001                                                                                       |                  |                                                                              |          |
| Élection | Maire            | Qualité                                                                      | Résultat |
| 2001 | Janvier Grondin  | Maire de 1993 à 2003 Député adéquiste et caquiste de Beauce-Nord (2003-2012) | Voir     |
| 2003 | Ghislaine Doyon  |                                                                              | Voir     |
| 2005 | Ghislaine Doyon  | Voir                                                                         |          |
| 2009 | Ghislaine Doyon  | Voir                                                                         |          |
| 2013 | Ghislaine Doyon  | Voir                                                                         |          |
| 2017 | Ghislaine Doyon  | Voir                                                                         |          |
| 2021 | Cloutier Sylvain |                                                                              | Voir     |
| Élection partielle en italique Depuis 2005, les élections sont simultanées dans toutes les municipalités québécoises |                  |                                                                              |          |

## Personnalités liées à la municipalité
- Janvier Grondin, maire de 1993 à 2003 et député de Beauce-Nord de 2003 à 2012.